# Sara Lumholdt
Sara Helena Lumholdt (ur. 25 października 1984 w Sztokholmie) – szwedzka piosenkarka i mistrzyni tańca na rurze. W latach 1998–2004 członkini szwedzkiego kwartetu popowego A*Teens, a po rozwiązaniu zespołu przez krótki czas zajmowała się solową karierą.

## Życiorys

### Wczesne lata
Urodziła się w Sztokholmie jako córka Gunnel Marii (z domu Blomgren) i Petera Lumholdta. Jej rodzina miała korzenie duńskie i niemieckie.

### Kariera
W wieku 14 lat rozpoczęła karierę muzyczną z grupą pop A*Teens. Ich pierwszy singiel „Mamma Mia” zwiastował debiutancki album zespołu pt. The Abba Generation, który został wydany 30 sierpnia 1999 i zawierał covery przebojów szwedzkiej grupy ABBA. Płyta do 2000 rozeszła się w 4 milionach egzemplarzy, a A*Teens stał się jedną z odnoszących międzynarodowe sukcesy szwedzkich grup. W 2001 ukazała się ich druga płyta pt. Teen Spirit, która cieszyła się ogromną popularnością na całym świecie, a jej sprzedany nakład do końca roku wynosił ponad 3 mln egzemplarzy. W 2002 na rynku płytowym pojawił się trzeci album A*Teens pt. Pop 'Til You Drop, który zdobył uznanie w Europie, krajach Ameryki Łacińskiej i Stanach Zjednoczonych. 5 maja 2004 zespół A*Teens wydał album pt. Greatest Hits, po czym zawiesił działalność. 
W 2007 rozpoczęła karierę solową pod pseudonimem Sara Love, a od 2008 występowała pod prawdziwym nazwiskiem. Z piosenką „Enemy” wzięła udział w programie Melodifestivalen 2011. Pracowała jako konsultantka księgowego, instruktorka fitness na rurze i recepcjonista w agencji PR.

## Życie prywatne
W sierpniu 2018 poślubiła Chrisa Noble’a, z którym zamieszkała w Portsmouth.

## Dyskografia

### Albumy zA*Teens
- 1999: The Abba Generation
- 2001: Teen Spirit
- 2002: Pop 'Til You Drop!
- 2003: New Arrival
- 2004: Greatest Hits

### Single solowe
- 2007: „Let’s Get Physical”
- 2007: „Glamour Bitch”
- 2008: „First”
- 2011: „Enemy”